# Patrizia Salmoiraghi
Patrizia Salmoiraghi (Milano, 8 agosto 1959) è una doppiatrice, direttrice del doppiaggio, dialoghista e speaker italiana.

## Biografia
Ha prestato voce a numerosi personaggi di cartoni animati. È direttrice del doppiaggio di numerose serie animate, film e serie televisive, docente di doppiaggio ed attrice teatrale. È inoltre una delle voci ufficiali di Sky Cinema, di vari programmi della Televisione Svizzera Italiana e di molte trasmissioni radiofoniche ed è stata la voce ufficiale del programma Caterpillar su Radio2. Presta la voce anche a diversi modelli di navigatori satellitari. È stata anche la voce narrante di Pokémon Battle Frontier, al posto di Federico Danti. Ha inoltre diretto il doppiaggio della serie italiana Adrian, serie autocelebrativa riguardo Adriano Celentano.

## Doppiaggio

### Film
- Rachel Ticotin in Tutto può succedere - Something's Gotta Give
- Dee Macaluso in Appuntamento al buio
- Dana Delany in Omicidi di classe
- Kim Hye-ri in La leggenda del lago maledetto
- Mo Collins in 40 anni vergine

### Televisione
- Nancy Sullivan in Drake & Josh
- Victoria Ruffo in Simplemente María
- Sylvie Roher in Frieden - Il prezzo della pace

### Animazione
- Lisa in Fire Emblem Anime
- Sara in Lovely Sara
- Debbie Shina in Hilary
- Inko Ranmaru La clinica dell'amore
- Alcyone in Magic Knight Rayearth (doppiaggio Yamato Video)
- Kazuha Toyama (episodi 204-259 e Detective Conan - L'ultimo mago del secolo) in Detective Conan
- Voce narrante in Pokémon: Battle Frontier
- Sh'lainn Blaze in Roswell Conspiracies
- Mystica e Spirale ne Insuperabili X-Men
- Tisifone (1ª voce) in I Cavalieri dello zodiaco
- Shinobu Nagumo in Patlabor
- Atsuko Hurameshi in Yu Yu Hakusho
- Guren in Naruto Shippuden
- Sally Rasmaussen in Geronimo Stilton
- Beth March in Una per tutte, tutte per una
- Stella in Magica magica Emi
- Contessa Francoise Tavernier in Alpen Rose (doppiaggio Yamato Video)
- Planta in Teste calde bollenti
- Kiriko Aoi in Godannar
- Haruka Mano e la principessa Yanagi in Yoko cacciatrice di demoni
- Gagaran in Overlord

### Videogiochi
- Suzy, Signora Powell e Marisa in Call of Juarez[1]
- Madame Hydra in Captain America: Il super soldato[2]
- Haleh Adams in E.R. - Medici in prima linea[3]

### Spot TV
- Candy, Nivea Vital, Vichy Thermal, Lift Active, Coccolino, Subaru, Festina, WindTre e altri.

## Direzione del doppiaggio
- Cartoni animati: Tartarughe Ninja alla riscossa, Principe Valiant, C.O.P.S. - Squadra anticrimine, I rangers delle galassie, Skeleton Warriors, Geronimo Stilton, Un passo dopo l'altro sulle strade di Gesù
- Anime: Bentornato Topo Gigio, Robin Hood, I cinque samurai